# Tetraonyx quadrimaculata
Tetraonyx quadrimaculata är en skalbaggsart som först beskrevs av Fabricius 1792.  Tetraonyx quadrimaculata ingår i släktet Tetraonyx och familjen oljebaggar. Inga underarter finns listade i Catalogue of Life.